# György Dragomán
György Dragomán (ur. 10 września 1973 w Târgu Mureș) – węgierski pisarz oraz tłumacz.

## Życiorys
Urodził się w rumuńskiej miejscowości Târgu Mureș, jego rodzina przeniosła się na Węgry w 1988. W 1992 ukończył szkołę średnią i w tym samym roku rozpoczął studia na Uniwersytecie im. Loránda Eötvösa w Budapeszcie. W 1998 uzyskał tytuł magistra z anglistyki i filozofii, a w 2001 uzyskał stopień doktora.   
Jest tłumaczem, na język węgierski przełożył książki m.in. Samuela Becketta, Iana McEwana i Irvine'a Welsha. Wcześniej opracowywał także węgierskie wersje językowe filmów.  
Jako prozaik debiutował w 2002 powieścią A pusztítás könyve, za którą otrzymał nagrodę im. Sándora Bródyego. W roku 2005 została wydana druga powieść, opublikowana w Polsce pod tytułem Biały król. Jej narratorem jest dwunastoletni chłopiec, którego ojciec za działalność opozycyjną został aresztowany i zesłany do obozu. Książka otrzymała m.in. nagrodę im. Sándora Máraiego (Márai Sándor-díj 2006). Jest także autorem noweli, bajek oraz sztuki teatralnej Nihil. 
Jego żoną jest poetka Anna T. Szabó. Mają dwójkę dzieci.

## Twórczość

### Powieści
- Księga zniszczenia (A pusztítás könyve, 2002)
- Biały król (A fehér király 2005; I wyd. pol. 2007)
- Máglya (2014)

### Inne
- Nihil (2003, sztuka teatralna)
- Oroszlánkórus (2015, zbiór opowiadań)
- Kalucsni (2018, sztuka teatralna)
- Rendszerújra (2018, zbiór opowiadań)